# Herat
Herāt je grad oaza i treći po veličini grad u Afganistanu. Godine 2020 imao je procjenjenu populaciju od 574.276 stanovnika i služi kao glavni grad pokrajine Herat, smještene južno od planina Paropamisus u plodnoj dolini rijeke Hari u zapadnom dijelu zemlje.

## Povijest
Herat je osnovan u 6. stoljeću pr. Kr. odnosno u vrijeme Ahemenidskog Perzijskog Carstva, a gradom dominira citadela nazvana po Aleksandra Velikom.
Služio je kao regionalno sjedište na zapadu zemlje na Putu svile između Bliskog istoka, središnje i južne Azije.
Potresi u Heratu 2023. bili su niz potresa, oko 30 km sjeverozapadno od  Herata. Tri najjača potresa dosegnula su magnitudu od 6.3 Mw, od kojih su se dva dogodila 7. listopada, a treći 11. listopada. U potresima je poginulo više od 1300 ljudi, a ozlijeđeno ih je više od 1800.

## Poznate osobe
- Džami, perzijski književnik